# Vrševo
Vrševo (en serbe cyrillique : Вршево) est un village du nord-est du Monténégro, dans la municipalité de Petnjica.

## Démographie

### Évolution historique de la population
| 1948 | 1953 | 1961 | 1971 | 1981 | 1991 | 2003 |
| ---- | ---- | ---- | ---- | ---- | ---- | ---- |
| 417  | 455  | 426  | 463  | 554  | 438  | 267  |